# Leo Štulac
Leo Štulac, slovenski nogometaš, * 26. september 1994, Koper.
Štulac je profesionalni nogometaš, ki igra na položaju vezista. Od leta 2022 je član italijanskega kluba Palermo, ki ga je leta 2024 posodil v Reggiano, in od leta 2018 tudi slovenske reprezentance. Pred tem je igral za slovenska kluba Koper in Jadran Dekani ter italijanske Venezia, Parma in Empoli. S Koprom je leta 2015 osvojil slovenski pokal in SuperPokal, z Empolijem pa naslov prvaka v Serie B v sezoni 2020/21. Skupno je v prvi slovenski ligi odigral 94 tekem in dosegel osem golov. Bil je tudi član slovenske reprezentance do 17, 18, 19 in 21 let.